# Neorussische Architektur
Die neorussische Architektur, auch pseudorussischer Stil oder englisch Russian Revival architecture genannt, ist ein historistischer Architekturstil, der sich in der zweiten Hälfte des 19. Jahrhunderts im russischen Kaiserreich entwickelte. Er orientiert sich an der neobyzantinischen Architektur und vereint diese mit Elementen der mittelalterlichen russischen Baukunst.
Der neorussische Stil stellt eine Rückbesinnung auf nationale russische Traditionen im Sinne des herrschenden Kaiserhauses dar. Jedoch unterscheidet sich der Stil durch seine eklektizistische und deutlich pompösere Formensprache von der altrussischen Architektur. Deshalb wird er gelegentlich als pseudorussischer Stil bezeichnet.
Besonders bei zahlreichen repräsentativen Kirchenneubauten in Sankt Petersburg wurde der neorussische Stil verwendet. Mit der Ermordung der Zarenfamilie verlor der Stil jedoch an Popularität. 

## Auswahl neorussischer Bauwerke

Auferstehungskirche (Sankt Petersburg)
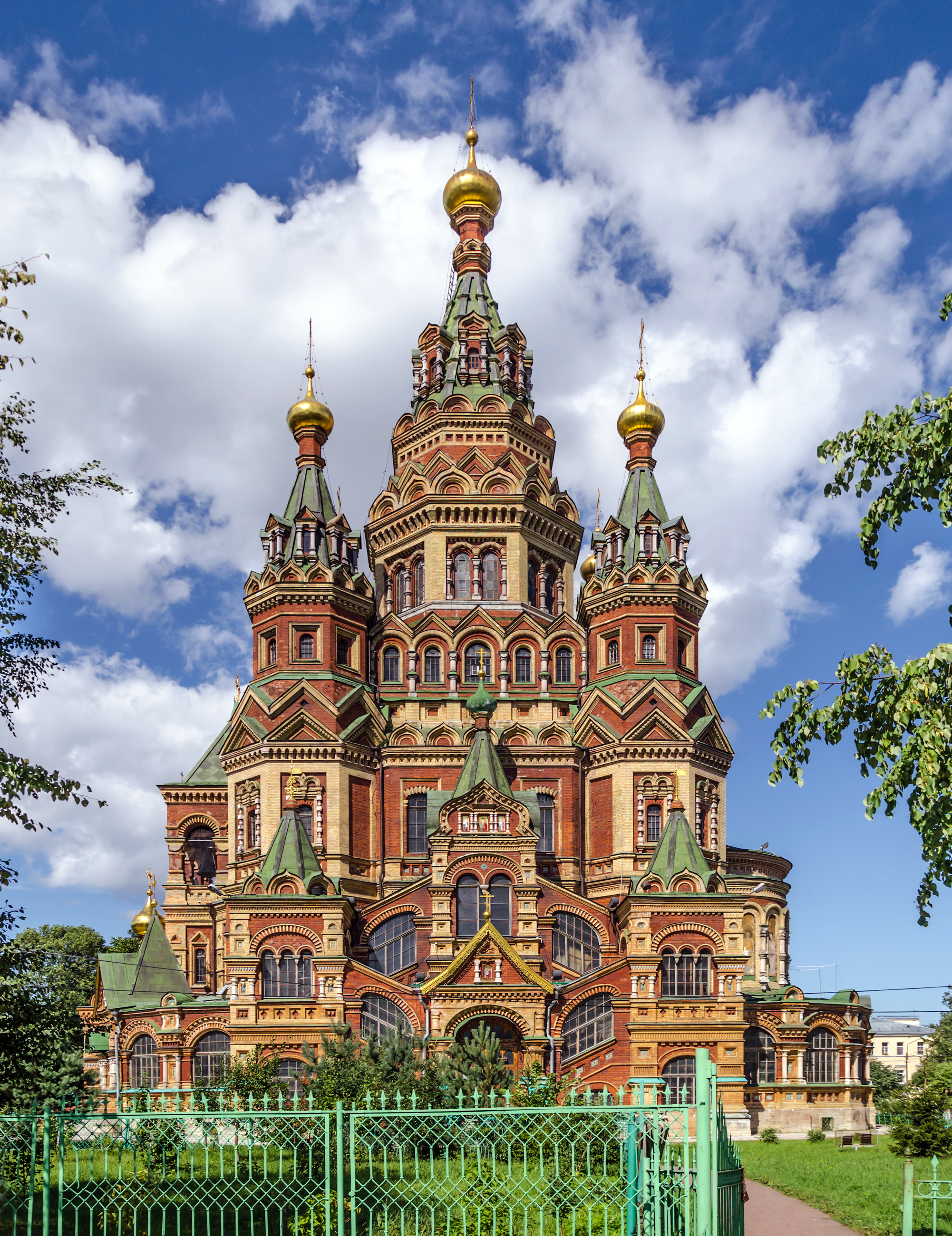
Peter-und-Paul-Kathedrale (Peterhof)
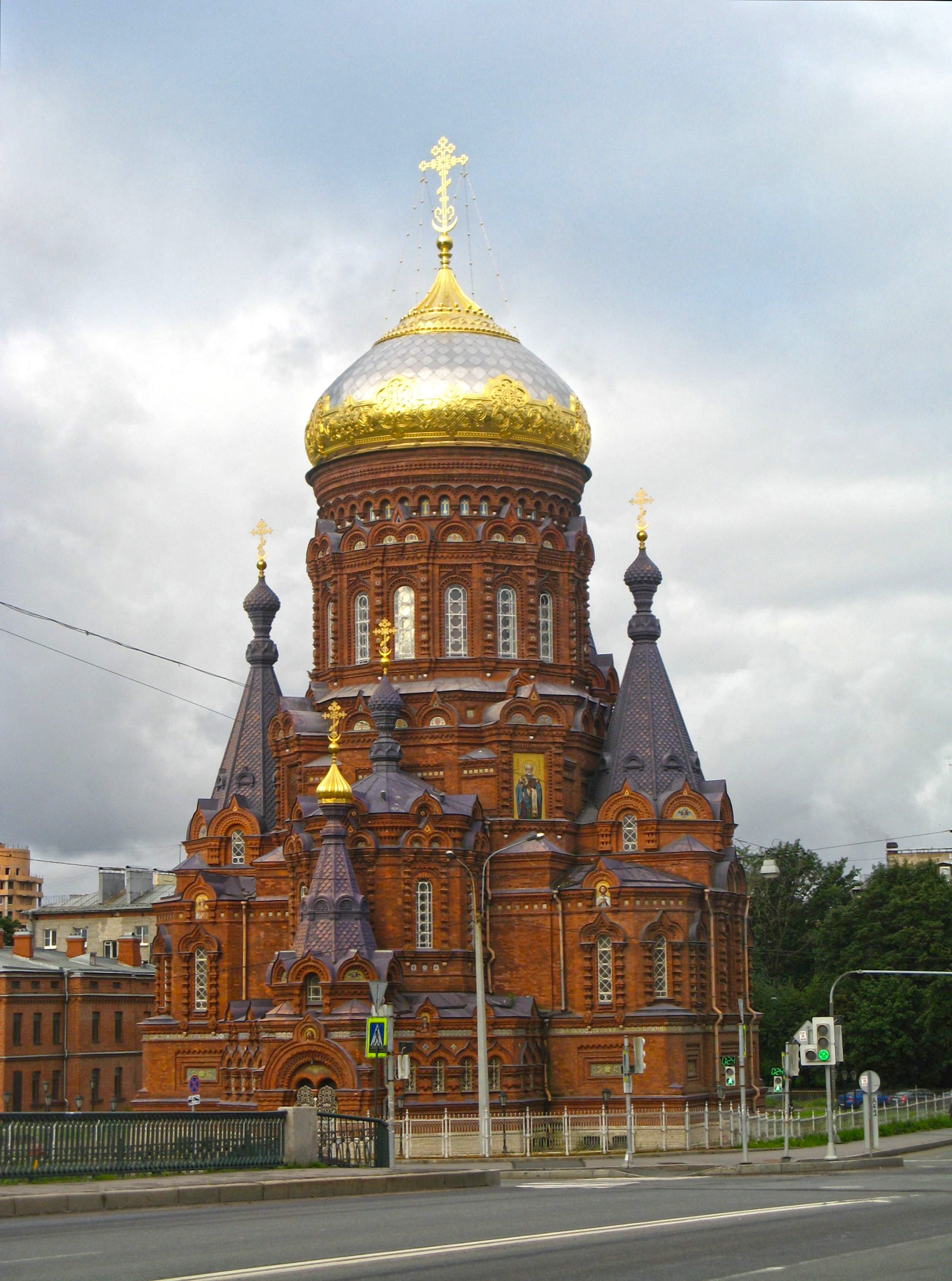
Offenbarungskirche in Sankt Petersburg
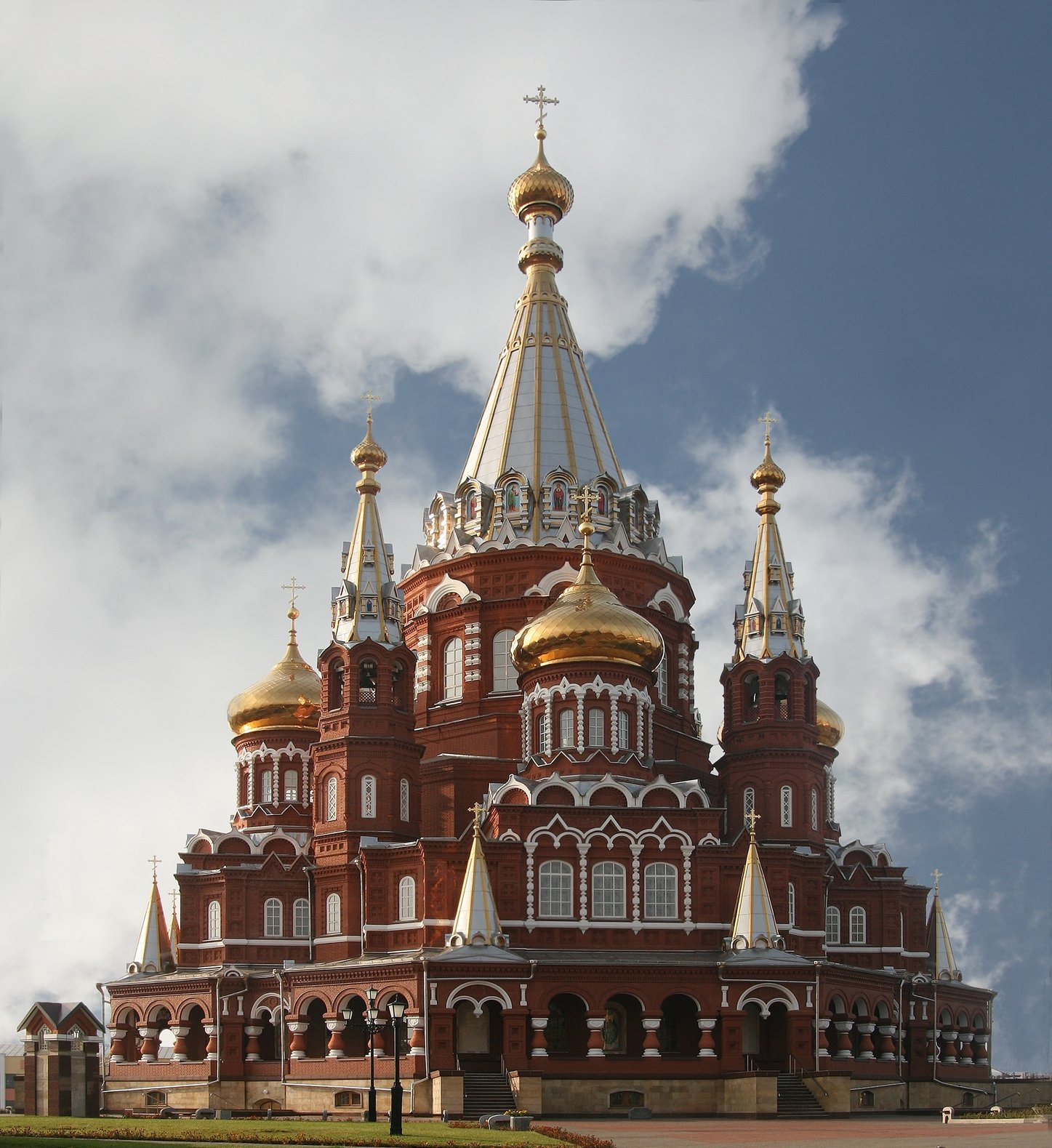
Sankt-Michaels-Kathedrale (Ischewsk)
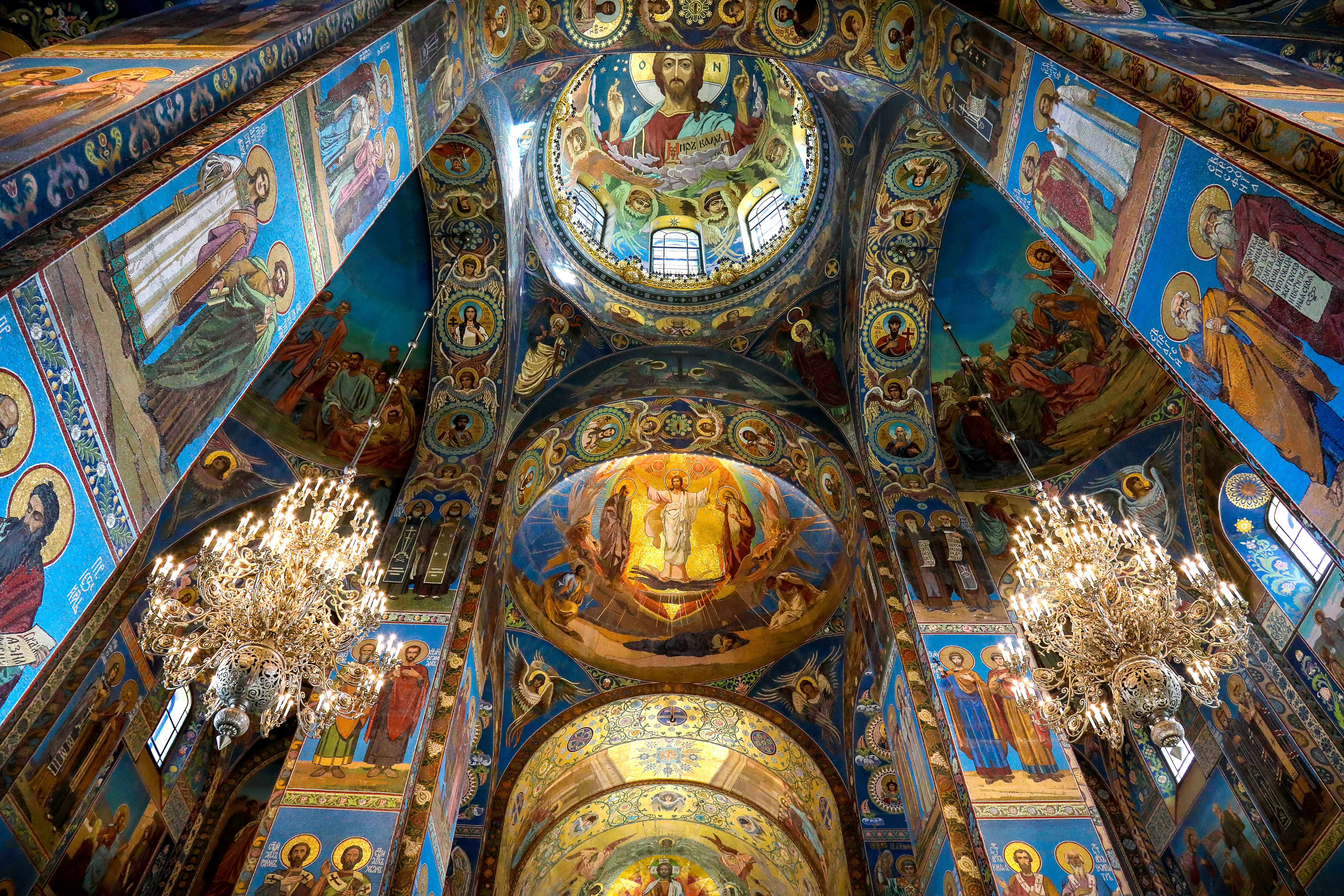
Innenraum der Auferstehungskirche in Sankt Petersburg